# Eisenbahnunfall von Gaisal
Bei dem Eisenbahnunfall von Gaisal stießen am frühen Morgen des 2. August 1999 im Bahnhof von Gaisal, im Distrikt Uttar Dinajpur, in Westbengalen, Indien, der Awadh-Assam Express und der Brahmaputra Mail zusammen. Dabei starben 287 Menschen.

## Ausgangslage

### Infrastruktur
Eisenbahnanlagen im Gebiet um Gaisal waren von der Bodo Liberation Tigers Force, einer stammesbasierenden Untergrundorganisation, bedroht, die erst am Tag zuvor Bahnanlagen gesprengt hatten.
Der Bahnhof Gaisal liegt in einer leichten Kurve. Lokomotivführer von gegenläufig in den Bahnhof einfahrenden Zügen können sich erst sehr spät sehen, da die Bahnhofseinfahrten durch das dazwischen stehende Empfangsgebäude wechselseitig verdeckt sind.
Im Bahnhof Kishanganj, etwa 13 km vor dem späteren Unfallort Gaisal, wurden die Signalanlagen erneuert und südlich des Bahnhofs ein zweites Streckengleis eingebaut. Nördlich des Bahnhofs war die Strecke dagegen bereits zweigleisig. Aufgrund der Bauarbeiten war im Bahnhof nur eines von vier Gleisen befahrbar und die automatische Zugsicherung ausgeschaltet. Die für die Zugfahrten erforderlichen Signal- und Weichenstellungen erfolgten im Handbetrieb. Weichen mussten mit einem speziellen Schlüssel umgestellt und anschließend verschlossen werden, bevor ein Zug in das ihm zugewiesene Gleis eingelassen werden durfte. Um eine Fahrstraße in diesem Verfahren herzustellen, waren bis zu 30 Minuten erforderlich. Um die Mehrbelastung des Personals in dieser betrieblichen Sondersituation auszugleichen, war dem Bahnhof zusätzliches Personal zugewiesen worden. Weiter war im Bahnhof gerade der Strom ausgefallen.

### Die beteiligten Züge
Der Awadh-Assam Express, Zug Nr. 5610, kam von Neu-Delhi und fuhr nach Nordosten. In ihm reiste eine hohe Zahl von Militär- und Polizeiangehörigen, die in die nordindische Grenzregion unterwegs waren.
Der Brahmaputra Mail, Zug Nr. 4055, verkehrte in der Gegenrichtung, kam von Dibrugarh und war in Richtung Südwesten nach Neu-Delhi unterwegs. Die beiden völlig überfüllten Züge beförderten zusammen etwa 2.500 Reisende.
Noch vor dem Brahmaputra Mail verkehrte in der gleichen Fahrtrichtung ein Güterzug und durchfuhr, ebenfalls in Richtung Südwesten, die hintereinander gelegenen Bahnhöfe Gaisal, Panjipara und Kishanganj und weiter nach Südwesten.

## Unfallhergang
Die für den Güterzug eingestellte Fahrstraße blieb aufgrund einer Entscheidung des stellvertretenden Fahrdienstleiters des Bahnhofs Kishanganj so liegen. Er wollte die umständliche, händische Umstellprozedur sparen, wusste, dass auch das Gleis der Gegenrichtung bis Gaisal für die höchstens zu erwartenden 15 Minuten Fahrzeit frei war und erwartete von seinem Kollegen in Gaisal, dass er mit der bei ihm funktionierenden Stellwerkstechnik den Zug wieder auf das Fahrtrichtungsgleis leiten werde. Dieses baustellenbedingte Improvisieren war nicht vorschriftswidrig. Der stellvertretende Fahrdienstleiter von Kishanganj erteilte dem Lokomotivführer des Awadh-Assam Express deshalb einen schriftlichen Fahrbefehl für die Falschfahrt auf dem Gleis der Gegenrichtung.
Allerdings versäumte er es bei der Vorausmeldung des Zuges an den nächsten Bahnhof, Panjipara, diesem mitzuteilen, dass er den Zug auf dem Gleis der Gegenrichtung verkehren ließ. Dem Lokomotivführer war die Falschfahrt und die damit verbundene Gefahr bewusst. Deshalb hielt er im nächsten Bahnhof, Panjipara, etwa 11 Minuten, um sich ausdrücklich einen weiteren schriftlichen Fahrbefehl zur Weiterfahrt auf dem Gleis der Gegenrichtung geben zu lassen. Diesen erhielt er auch. Der Fahrdienstleiter des Bahnhofs Panjipara allerdings leitete die von Kishanganj eingegangene Zugmeldung einfach an den nächsten Bahnhof, Gaisal, weiter, aber ebenfalls ohne die Information, dass sich der Awadh-Assam Express auf dem Gleis der Gegenrichtung näherte. Dies wurde später als die letztendlich den Unfall auslösende Fehlhandlung gewertet.
Dem Bahnhof Gaisal war inzwischen aus der entgegengesetzten Richtung das Eintreffen des Brahmaputra Mail gemeldet worden. Da der dortige Fahrdienstleiter von der Falschfahrt des aus der anderen Richtung kommenden Awadh-Assam Express nicht informiert war, gewährte er dem Brahmaputra Mail Einfahrt auf dem üblichen Gleis – für die gegenläufige Einfahrt des Awadh-Assam Express war eine Fahrstraße auf das benachbarte Gleis gelegt, das dieser Zug aber gar nicht befuhr.
Von der Ausfahrt des Awadh-Assam Express aus dem Bahnhof Kishanganj bis zum Unfall vergingen etwa 20 Minuten, in denen keinem der beteiligten Eisenbahner etwas auffiel. Dies war letztendlich auch der Hauptvorwurf in dem anschließenden gerichtlichen Verfahren.
Gegen 1:45 Uhr fuhren die Züge mit Streckengeschwindigkeiten von 80 bis 100 km/h in den Bahnhof Gaisal ein. Wegen der Sichtverhältnisse im Bahnhof können die Lokomotivführer die Situation erst im letzten Augenblick erfasst haben. Bei dem Aufprall wurden 13 Wagen bis zu 15 Meter in die Luft geschleudert und verkeilten sich zu einem Trümmerberg. Die Zugtrümmer gerieten in Brand. Auch das Empfangsgebäude des Bahnhofs Gaisal wurde bei dem Unfall zerstört.

## Folgen

### Unmittelbare Folgen
Bei dem Unfall starben – nach gerichtlicher Feststellung – 287 Menschen, darunter die beiden Lokomotivführer und ihre beiden Beimänner und 90 Soldaten, 312 Menschen wurden darüber hinaus verletzt.
Der Rettungsdienst von Gaisal war durch das Ausmaß der Katastrophe überfordert. So standen z. B. anfänglich nicht genügend Schneidbrenner zur Verfügung, so dass viele noch lebende Opfer in den Trümmern der Züge starben, die andernfalls hätten gerettet werden können. Hilfszüge mussten zum Teil aus Kalkutta anfahren, was 14 Stunden benötigte. Beobachter hatten den Eindruck, dass auch 24 Stunden nach dem Unfall die Rettungsmaßnahmen noch nicht voll angelaufen waren. In den Trümmern des Zuges sollen Plünderungen stattgefunden haben. Auch die nächstgelegenen Krankenhäuser in Kishanganj und Islampur waren auf eine Katastrophe dieses Ausmaßes nicht eingerichtet. Starker Regen am Folgetag war dann hilfreich bei den Löscharbeiten.

### Aufarbeitung
Ein erster Verdacht, dass es sich um einen terroristischen Anschlag gehandelt habe, der zunächst von dem Bahnhofspersonal in Gaisal verbreitet wurde, war nicht lange zu halten. Der stellvertretende Fahrdienstleiter des Bahnhofs Kishanganj floh und wurde erst am 10. August in Katihar festgenommen. Der Bahnhofsvorsteher von Gaisal beging Suizid.
Es dauerte drei Tage, um die Unfallstelle zu räumen. Der indische Eisenbahnminister Nitish Kumar trat aufgrund des Unfalls zurück.
Ein Gericht verurteilte sechs der beteiligten Eisenbahner 2007 zu je zwei Jahren Freiheitsstrafe und einer Geldstrafe wegen fahrlässiger Vernachlässigung der Dienstpflichten, darunter die Fahrdienstleiter von Panjipara und Kishanganj, sowie Mitarbeiter der Stellwerke dieser Bahnhöfe, einen Weichenwärter und den Zugführer des Awadh-Assam Express.